# 5-Metiluridin
Az 5-metiluridin egy pirimidin nukleozid, amely timinmolekulából és a hozzá β-N1-glikozidos kötéssel kapcsolódó ribózgyűrűből (ribofuranóz) áll. Ha az 5-metiluridin ribózgyűrűje meg van fosztva a C2 pozíciónál található hidroxilcsoporttól, akkor a kapott vegyületet timidinnek hívjuk, amely egy dezoxinukleozid.
Az 5-metiluridin külső megjelenésre fehér, kristályos por, amely standard hőmérsékleten és nyomáson (STP) nagyon stabil.

## Fordítás
Ez a szócikk részben vagy egészben  a(z)   5-methyluridine című angol Wikipédia-szócikk ezen változatának fordításán alapul.  Az eredeti cikk szerkesztőit annak laptörténete sorolja fel. Ez a jelzés csupán a megfogalmazás eredetét és a szerzői jogokat jelzi, nem szolgál a cikkben szereplő információk forrásmegjelöléseként.